# Fußballclub Dornbirn 1913
Il Fußballclub Dornbirn 1913, chiamato comunemente FC Dornbirn, ed ufficialmente FC Mohren Dornbirn per motivi di sponsor, è una società calcistica con sede a Dornbirn, in Austria. Milita in Fußball-Regionalliga, la terza serie del campionato austriaco di calcio.
I colori sociali sono il rosso e il bianco dello stemma cittadino. Anche il simbolo più famoso della società, un albero di pere (in tedesco Birnbaum), è stato mutuato dallo stemma concesso nel 1655 dall'arciduca Ferdinando Carlo d'Austria alla città.

## Storia
Il club fu fondato il 12 marzo 1913. Originariamente fra i colori sociali figurava anche il nero, in seguito eliminato, forse perché non legato alla tradizione locale.
Storicamente uno dei migliori club del Vorarlberg, avendo vinto ben 10 titoli regionali, la società vanta tre stagioni in massima divisione, nel 1960-1961, 1963-1964 e 1970-1971.
Nel corso degli anni il club ha partecipato allo spielgemeinschaft con l'Austria Lustenau e soprattutto, dal 1979, formò con lo Schwarz-Weiß Bregenz l'IG Bregenz/Dornbirn, con cui prese parte ad alcuni campionati di seconda divisione negli anni ottanta. Infatti la squadra trascorse quel decennio quasi interamente in 2. Division, a parte le stagioni dal 1981 all'83 e dal 1986 al 1988.
Dopo una lunga militanza in Regionalliga, nel 2009 ha fatto ritorno in Erste Liga, venti anni dopo l'ultima apparizione, ma è subito retrocesso nel successivo torneo.
Il giocatore più famoso della storia del club è stato Friedrich Rafreider, che fu anche convocato in Nazionale durante la sua militanza in biancorosso, e segnò il gol decisivo nella gara dello Stadio Lenin contro l'Unione Sovietica nel 1961. Fu la prima sconfitta interna degli allora campioni d'Europa da sei anni a quella parte.

## Stadio
Il club gioca le partite casalinghe nello stadio della Birkenwiese. Costruito nel 1935, ha una capacità di circa 12.000 spettatori.
Si tratta di un impianto di natura polivalente, tra i più importanti della regione, è stato sede della manifestazione ginnastica Weltgymnaestrada 2007.

## Palmarès

### Competizioni nazionali
- Arlbergliga: 2

1954-1955, 1959-1960
- Campionato di Regionalliga: 8

1962-1963, 1968-1969, 1973-1974, 1981-1982, 1984-1985, 1987-1988, 2008-2009, 2018-2019

### Competizioni regionali
- Coppa del Vorarlberg: 6

1932-1933, 1936-1937, 1951-1952, 1958-1959, 1980-1981, 1981-1982
- Campionato del Vorarlberg: 10

1954-1955, 1959-1960, 1962-1963, 1969-1970, 1973-1974, 1974-1975, 1982-1983, 1984-1985, 1987-1988, 1996-1997, 2003-2004

### Altri piazzamenti
- Coppa del Vorarlberg: finalista

1948-1949, 1957-1958, 1996-1997

## Rosa 2024-2025
Aggiornata al 4 novembre 2024
| N. |                    | Ruolo | Calciatore        |
| -- | ------------------ | ----- | ----------------- |
| 1  | Austria (bandiera) | P     | Jakob Odehnal     |
| 3  | Cuba (bandiera)    | D     | Cavafe            |
| 4  | Austria (bandiera) | D     | Noah Moosbrugger  |
| 5  | Austria (bandiera) | D     | Dragan Marčeta    |
| 6  | Brasile (bandiera) | C     | Gabriel Brilhante |
| 7  | Austria (bandiera) | C     | Noa Mathis        |
| 8  | Austria (bandiera) | C     | Sebastian Santin  |
| 9  | Brasile (bandiera) | A     | Ramon Tanque      |
| 10 | Austria (bandiera) | C     | Lars Nussbaumer   |
| 11 | Austria (bandiera) | C     | Miguel Mayr       |
| 12 | Brasile (bandiera) | A     | Renan             |
| 14 | Austria (bandiera) | D     | Samuel Mischitz   |

| N. |                    | Ruolo | Calciatore        |
| -- | ------------------ | ----- | ----------------- |
| 15 | Brasile (bandiera) | C     | Mateusinho        |
| 17 | Austria (bandiera) | D     | Raul Marte        |
| 18 | Brasile (bandiera) | C     | William Rodrigues |
| 20 | Austria (bandiera) | D     | Stefan Umjenovic  |
| 22 | Brasile (bandiera) | C     | Gabryel           |
| 23 | Austria (bandiera) | P     | Raphael Morscher  |
| 27 | Austria (bandiera) | A     | Felix Mandl       |
| 29 | Austria (bandiera) | D     | Lorenz Rusch      |
| 30 | Austria (bandiera) | D     | Ljubomir Popovic  |
| 36 | Austria (bandiera) | P     | Fabian Schulz     |
| 39 | Austria (bandiera) | C     | Noah Bitsche      |
| 92 | Albania (bandiera) | A     | Anteo Fetahu      |